# Lindö, Strängnäs kommun

Lindö är en ö i Mälaren i Överselö socken i Strängnäs kommun, strax norr om Selaön. Ön har en yta av 1,16 kvadratkilometer.
Lindö har sedan gammalt tillhört Tynnelsö och i början av 1600-talet lät ägarna till slottet uppföra ett skogvaktartorp på ön. Torpet är troligen identiskt med det torp som senare kallas för Lindötorp; en senare torpstuga står ännu kvar på platsen. 1776 upptogs ett andra torp, Lindö äng, på ön. Under en tid fanns reguljär båttrafik på Lindö, men den upphörde 1937 och 1948 flyttade den siste arrendatorn från Lindö. Sedan 1989 finns åter ett bofast hushåll på ön. Förutom Lindö äng och Lindötorp finns även fem fritidshus på ön.
Lindö är mestadels skogbeväxt. Då siste arrendatorn flyttade 1948, planterades skog på all tidigare åker- och ängsmark, men skogen avverkades 1989-1995. Nu har dock delvis dessa marker åter växt igen.